# Liste des victimes au mur de Berlin
Cette liste est celle des cent-trente-six personnes recensées par le Centre d'histoire contemporaine de Potsdam et par le mémorial du mur de Berlin comme étant mortes en raison de l'existence du Mur de Berlin,. Érigé en 1961 par les autorités de la République démocratique allemande (Allemagne de l'Est) et démantelé à partir de 1989, le « mur de protection antifasciste », appelé « mur de la honte » à l'Ouest, encerclait Berlin-Ouest pour empêcher les citoyens de la RDA de passer en RFA.
Selon ces chiffres, quatre-vingt-dix-huit personnes sont mortes en tentant de traverser le Mur, dont soixante-sept abattues par les gardes, et les autres mortes principalement par accident. Trente civils ont également été tués à proximité du Mur dans des circonstances diverses alors qu'ils ne tentaient pas de passer à l'Ouest. Enfin, huit gardes est-allemands sont morts auprès du Mur dans l'exercice de leurs fonctions, principalement tués par des transfuges ; ces décès sont également commémorés aujourd'hui comme pour les autres victimes du Mur,.
Le Parlement des arbres commémore, lui, 258 victimes du Mur de Berlin.

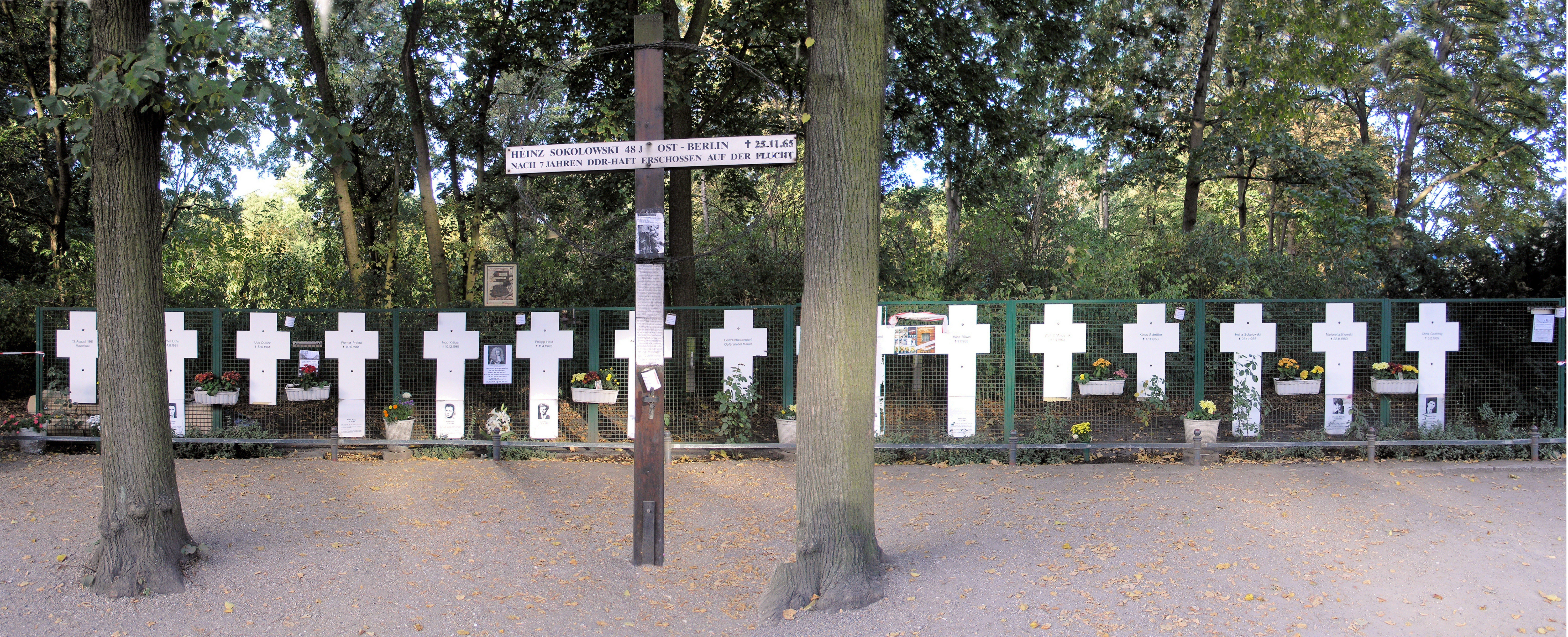
Mémorial aux victimes, à l'ouest de la porte de Brandebourg, là où passait le Mur.

## Personnes tuées en tentant de passer le Mur vers l'ouest

### 1961
| Nom              | Date de naissance | Date du décès     | Age    | Circonstances du décès |
| ---------------- | ----------------- | ----------------- | ------ | --- |
| Ida Siekmann     | 23 août 1902      | 22 août 1961      | 58 ans | morte en sautant de la fenêtre de son appartement à la frontière (Bernauer Straße) au numéro 48 (décès lors de son transport à l'hôpital)                                                                                   |
| Günter Litfin    | 19 janvier 1937   | 24 août 1961      | 24 ans | abattu alors qu'il traversait la frontière à la nage (Port Humboldt) |
| Roland Hoff      | 19 mars 1934      | 29 août 1961      | 27 ans | abattu alors qu'il traversait la frontière à la nage dans le canal de Teltow à Lichterfelde, Höhe Wupperstraße |
| Rudolf Urban     | 6 juin 1914       | 17 septembre 1961 | 47 ans | mort à l'hôpital des suites d'une chute en sortant de la fenêtre de son appartement à la frontière (Bernauer Straße) le 19 août 1961. Transporté dans un hôpital de Berlin-Ouest, il y est mort d'une infection pulmonaire. |
| Olga Segler      | 31 juillet 1881   | 26 septembre 1961 | 80 ans | morte à l'hôpital des suites d'une chute en sortant de la fenêtre de son appartement à la frontière (Bernauer Straße) au numéro 34, le 25 septembre 1961.                                                                   |
| Bernd Lünser     | 11 mars 1939      | 4 octobre 1961    | 22 ans | tombé du toit (Bernauer Straße) du numéro 44. |
| Udo Düllick      | 3 août 1936       | 5 octobre 1961    | 25 ans | noyé dans la Spree entre Friedrichshain et Kreuzberg |
| Werner Probst    | 18 juin 1936      | 14 octobre 1961   | 25 ans | abattu alors qu'il traversait la Spree à la nage à Kreuzberg entre le Schillingbrücke et l'Oberbaumbrücke |
| Lothar Lehmann   | 28 janvier 1942   | 26 novembre 1961  | 19 ans | noyé en traversant la frontière à la nage près de Sacrow (près de Potsdam) |
| Dieter Wohlfahrt | 27 mai 1941       | 9 décembre 1961   | 20 ans | passeur, abattu en aidant d'autres personnes à traverser à Staaken, près de la Bergstraße au coin de la Hauptstraße |
| Ingo Krüger      | 31 janvier 1940   | 11 décembre 1961  | 21 ans | noyé dans la Spree près du Reichstag (Kieler Straße) en raison d'un dysfonctionnement de l'appareil de plongée ou d'un choc thermique                                                                                       |
| Georg Feldhahn   | 12 août 1941      | 19 décembre 1961  | 20 ans | soldat est-allemand déserteur, noyé dans la Spree |

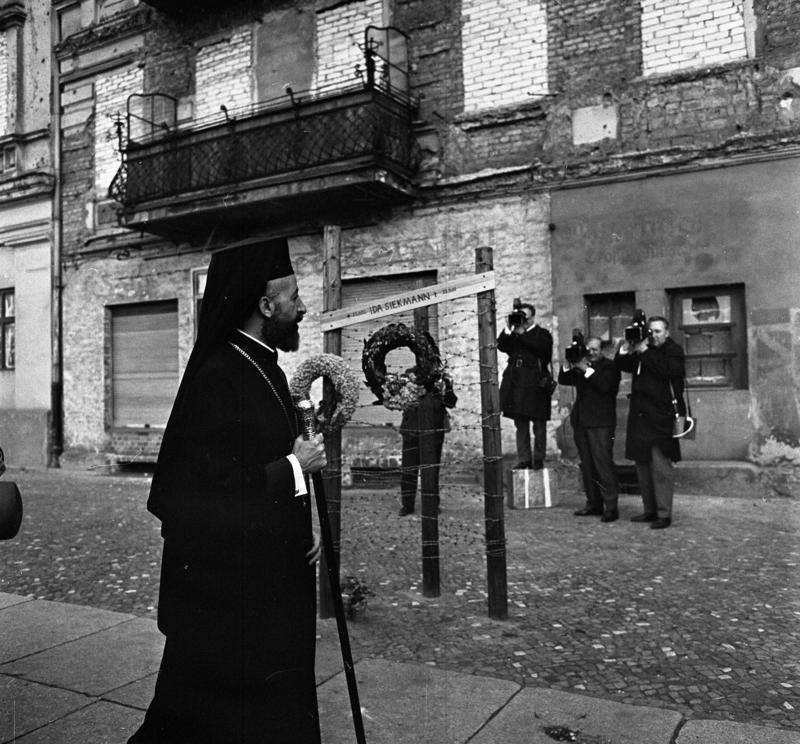
Mémorial à Ida Siekmann, la première victime du Mur, mai 1962. À Bernauer Straße, les bâtiments côté est étaient à Berlin-Est, tandis que la rue elle-même se trouvait à Berlin-Ouest. Les autorités est-allemandes ont rapidement fait évacuer ces habitations.

### 1962
- 19 février : Dorit Schmiel (20 ans) : abattue (première femme abattue par les gardes en tentant de passer le Mur)
- 27 mars : Heinz Jercha (24 ans) : passeur, abattu en venant aider une autre personne à traverser
- avril : Philipp Held (19 ans) : noyé dans la Spree
- 18 avril : Klaus Brueske (23 ans) : tente de passer la frontière en force dans un camion transportant du sable et des gravats ; mort étouffé par cette cargaison lorsque son camion s'écrase
- 18 avril : Peter Böhme (19 ans) : soldat déserteur, abattu après avoir lui-même abattu le soldat Jörgen Schmidtchen.
- 29 avril : Horst Frank (19 ans) : abattu
- 27 mai : Lutz Haberlandt (24 ans) : abattu

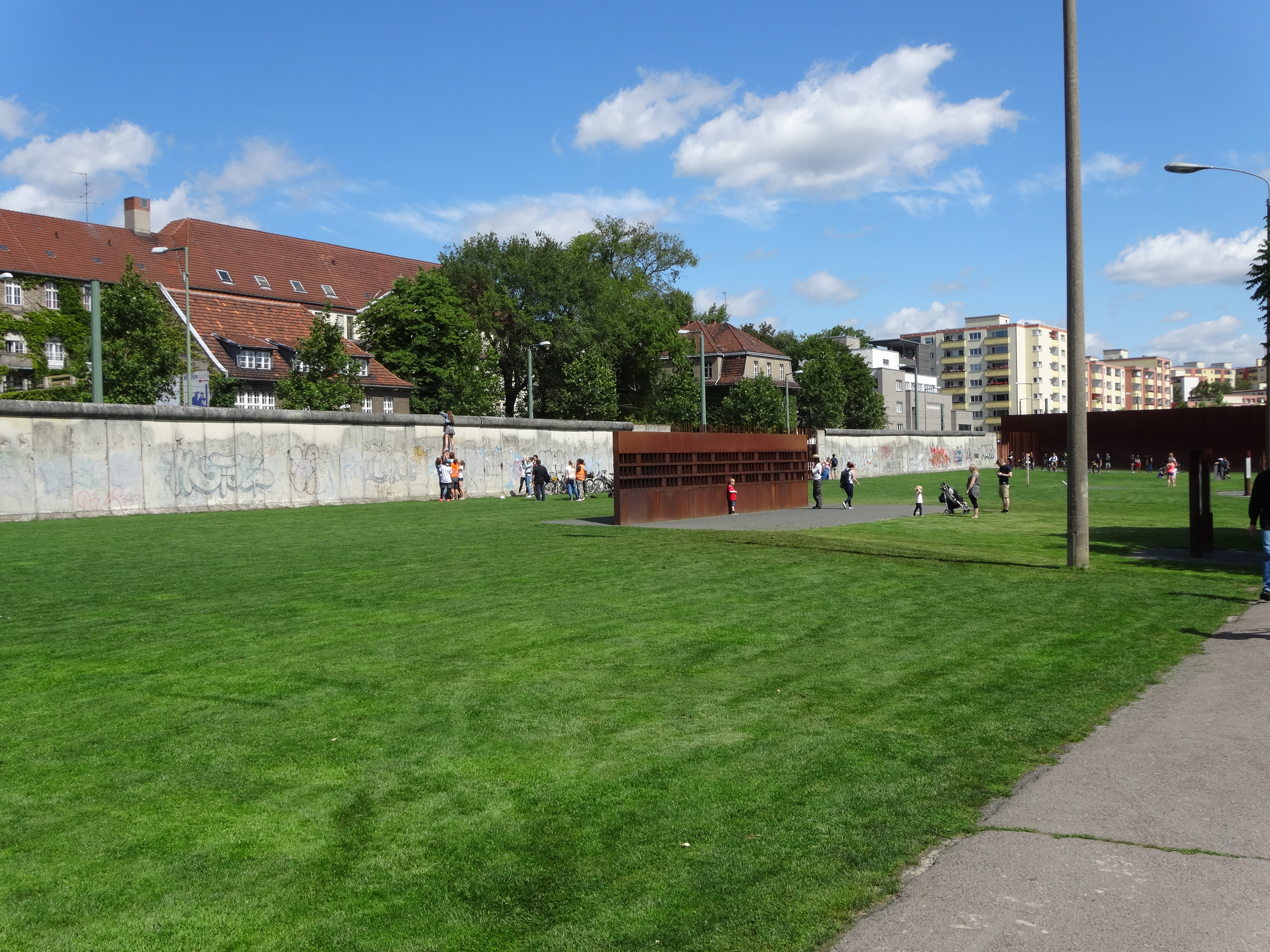
Site commémorant aujourd'hui l'ensemble des victimes, au mémorial du mur de Berlin.

- 5 juin : Axel Hannemann (17 ans) : abattu en traversant la Spree
- 11 juin : Erna Kelm (53 ans) : noyée en traversant la frontière à la nage
- 28 juin : Siegfried Noffke (22 ans) : abattu
- 17 août : Peter Fechter (18 ans) : abattu ; agonise au pied du Mur en pleine vue de témoins impuissants à l'ouest

- 23 août : Hans-Dieter Wesa (19 ans) : abattu
- 4 septembre : Ernst Mundt (40 ans) : abattu
- 8 octobre : Anton Walzer (60 ans) : abattu en traversant la Spree
- 19 novembre : Horst Plischke (30 ans) : noyé dans la Spree
- 27 novembre : Otfried Reck (17 ans) : abattu
- 5 décembre : Günter Wiedenhöft (20 ans) : noyé

### 1963
| Nom                 | Date de naissance | Date du décès   | Age    | Circonstances du décès                                                                  |
| ------------------- | ----------------- | --------------- | ------ | --------------------------------------------------------------------------------------- |
| Hans Räwel          |                   | 1er janvier     | 20 ans | abattu en traversant la Spree                                                           |
| Horst Kutscher      |                   | 15 janvier      | 31 ans | abattu                                                                                  |
| Peter Kreitlow      |                   | 24 janvier      | 20 ans | abattu par des soldats soviétiques dans un parc à deux kilomètres du Mur                |
| Wolf-Olaf Muszynski |                   | Février ou mars | 20 ans | Noyé dans la Spree                                                                      |
| Peter Mädler        |                   | 26 avril        | 19 ans | abattu en traversant la frontière à la nage                                             |
| Klaus Schröter      |                   | 4 novembre      | 23 ans | mort noyé dans la Spree après avoir été blessé par le tir d'un garde                    |
| Dietmar Schulz      |                   | 25 novembre     | 24 ans | mort à l'hôpital après avoir été heurté par un train du S-Bahn dans la zone frontalière |
| Paul Schultz        |                   | 25 novembre     | 18 ans | abattu                                                                                  |

### 1964
| Nom                 | Date de naissance | Date du décès | Age    | Circonstances du décès |
| ------------------- | ----------------- | ------------- | ------ | --- |
| Adolf Philipp       | 13 août 1943      | 5 mai         | 20 ans | Berlinois de l'ouest, il est abattu alors qu'il menaçait avec un pistolet à gaz deux policiers de la frontière à Spandau. Il se préparait probablement à aider quelqu'un dans une tentative de fuite. |
| Walter Heike        | 20 septembre 1934 | 22 juin       | 29 ans | abattu lors d'une tentative d'évasion dans le secteur frontalier près de Invalidenfriedhof. |
| Norbert Wolscht     | 27 octobre 1943   | 28 juillet    | 20 ans | Lors d'une tentative d'évasion, il se noie dans la Havel dans des circonstances non élucidées, probablement en raison d'une défaillance de l'appareil de plongée.                                     |
| Rainer Gneiser      | 1er novembre 1944 | 2 juillet     | 19 ans | Lors d'une tentative d'évasion, il se noie dans la Havel dans des circonstances non élucidées, probablement en raison d'une défaillance de l'appareil de plongée.                                     |
| Hildegard Trabant   | 12 juin 1927      | 18 août       | 37 ans | découverte lors d'une tentative de fuite entre les gares de Schönhauser Allee et de Gesundbrunnen, elle est abattue alors qu'elle faisait demi-tour.                                                  |
| Wernhard Mispelhorn | 10 novembre 1945  | 20 août       | 18 ans | meurt à l'hôpital de ses blessures deux jours après avoir été abattu lors d'une tentative de fuite dans les jardins ouvriers de Berlin-Schönholz le 18 août.                                          |
| Hans-Joachim Wolf   | 8 août 1944       | 26 novembre   | 20 ans | abattu lors d'une tentative de fuite dans le secteur de Baumschulenweg, Britzer Zweigkanal sur les hauteurs de Heidekampgraben.                                                                       |
| Joachim Mehr        | 3 avril 1945      | 3 décembre    | 19 ans | touché lors d'une tentative d'évasion à Hohen Neuendorf/Bergfelde et abattu alors qu'il était au sol.                                                                                                 |

### 1965
- 19 janvier : homme non-identifié : noyé dans la Spree[5]
- 4 mars : Christian Buttkus (21 ans) : abattu
- 8 août : Klaus Kratzel (25 ans) : heurté par un train dans le tunnel du S-Bahn sous la frontière, près de la station à Bornholmer Straße
- 18 août : Klaus Garten (24 ans) : abattu
- 18 octobre : Walter Kittel (23 ans) : abattu après s'être rendu
- 11 novembre : Heinz Cyrus (29 ans) : en fuite après avoir échoué à passer le Mur, tombe d'un bâtiment à Gartenstraße, et décède de ses blessures à l'hôpital le lendemain
- 25 novembre : Heinz Sokolowski (47 ans) : abattu
- 3 décembre : Erich Kühn (62 ans) : abattu le 25 novembre, meurt de péritonite à l'hôpital huit jours plus tard

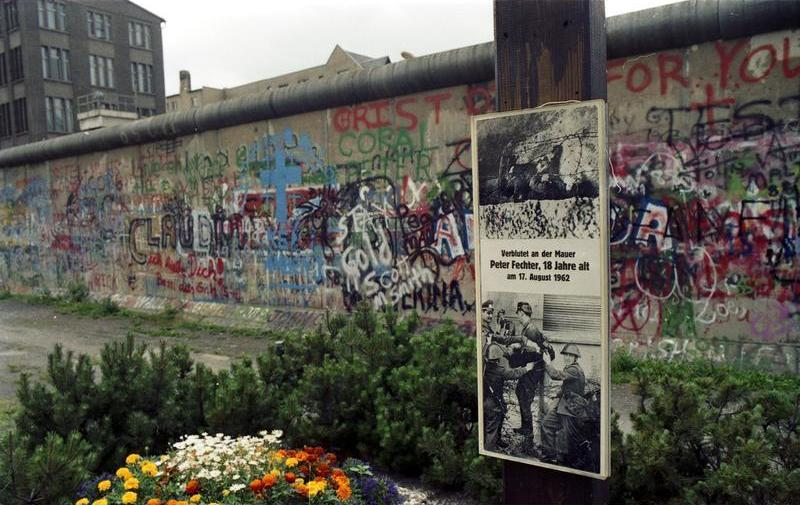
Mémorial adjacent au côté ouest du Mur, commémorant Peter Fechter, tué en 1962. Photographie prise en juin 1988.

- 26 décembre : Heinz Schöneberger (27 ans) : abattu

### 1966
- 11 janvier : Dieter Brandes (19 ans) : abattu ; meurt à l'hôpital sept mois après avoir été blessé par balles le 9 juin 1965
- 7 février : Willi Block (31 ans) : abattu
- 14 mars : Jörg Hartmann (10 ans) : abattu avec son ami Lothar Schleusener en tentant de rejoindre son père à l'Ouest ; plus jeune personne à avoir été abattue en tentant de passer le Mur
- 14 mars : Lothar Schleusener (13 ans) : abattu avec son ami Jörg Hartmann
- 19 mars : Willi Marzahn (21 ans) : soldat déserteur ; cause de décès incertaine : abattu par les gardes ou bien suicide en tentant de leur échapper
- 30 mars : Eberhard Schulz (20 ans) : abattu
- 25 avril : Michael Kollender (21 ans) : soldat déserteur ; abattu
- 26 juillet : Eduard Wroblewski (33 ans) : abattu
- 29 août : Heinz Schmidt (46 ans) : abattu en traversant la frontière à la nage
- 16 décembre : Karl-Heinz Kube (17 ans) : abattu

### 1967
- 27 janvier : Max Sahmland (37 ans) : abattu
- 17 octobre : Franciszek Piesik (24 ans) : noyé en traversant la frontière

### 1968
- 18 février : Elke Weckeiser (22 ans) : abattue avec son mari Dieter
- 19 février : Dieter Weckeiser (25 ans) : mort de ses blessures après avoir été abattu avec son épouse Elke le jour précédent
- 28 mai : Bernd Lehmann (18 ans) : noyé dans la Spree
- 15 novembre : Horst Körner (21 ans) : sergent de police est-allemand, abattu après avoir abattu le garde Rolf Henniger

### 1969
- 9 avril : Johannes Lange (28 ans) : abattu
- 13 septembre : Klaus-Jürgen Kluge (21 ans) : abattu
- 20 septembre : Leo Lis (45 ans) : abattu

### 1970
- 7 juillet : Willi Born (19 ans) : suicide avant de pouvoir être arrêté, après avoir échoué à passer le Mur
- 25 décembre : Christian Friese (22 ans) : abattu

### 1971
- 30 janvier : Rolf-Dieter Kabelitz (19 ans) : abattu
- 24 juillet : Werner Kühl (22 ans) : abattu

### 1972
- 21 janvier : Horst Kullack (23 ans) : mort des suites de ses blessures après avoir été abattu le 1er janvier
- 14 février : Manfred Weylandt (29 ans) : noyé dans la Spree après avoir été blessé par balle
- 7 mars : Klaus Schulze (19 ans) : abattu

### 1973

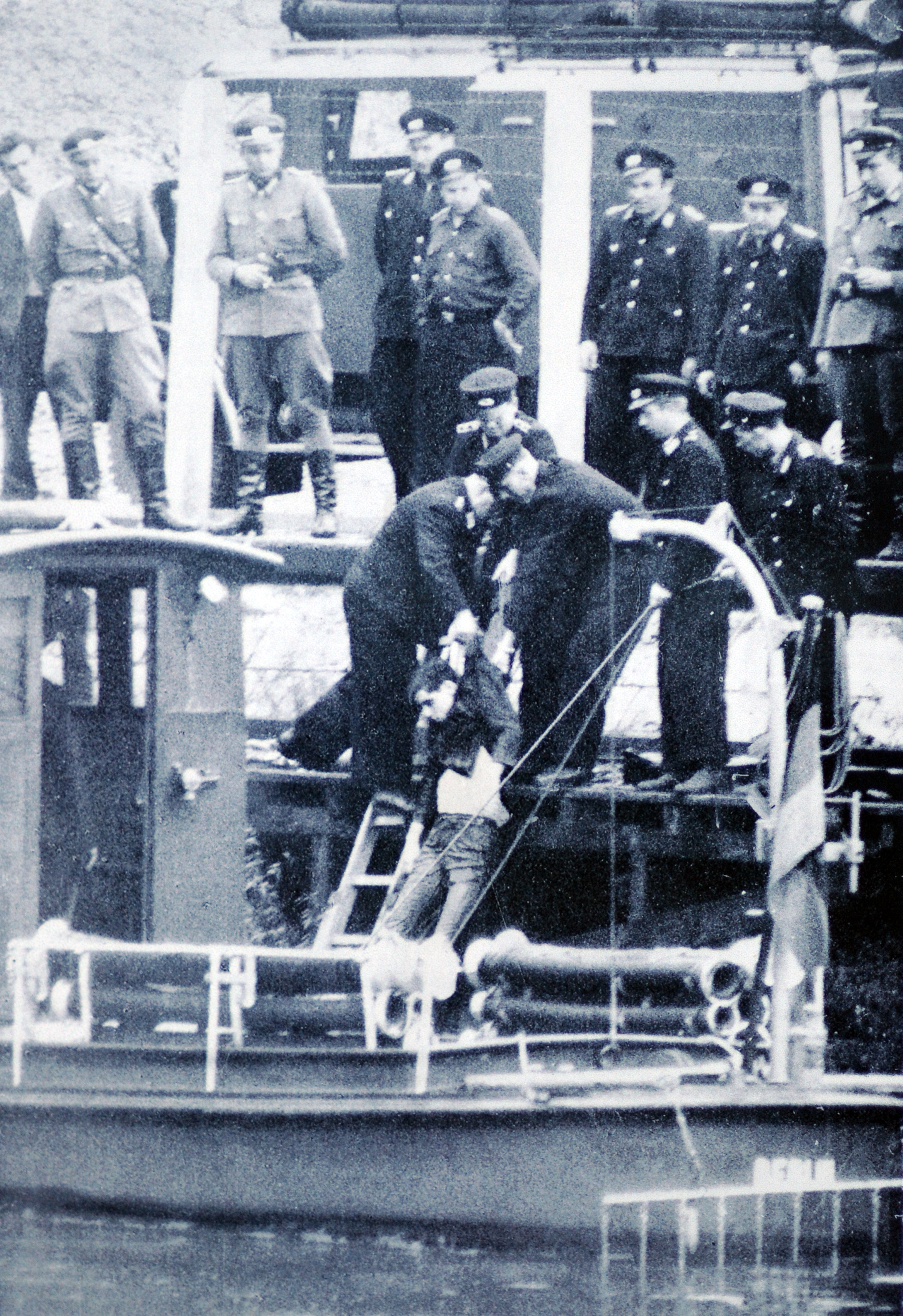
Les gardes frontaliers est-allemands repêchent le cadavre de Günter Litfin dans la rivière Spree, 1961. Il est la première personne à être abattue en tentant de passer la frontière.

- 22 janvier : Holger H. (1 an) : mort étouffé accidentellement par sa mère qui tente de l'empêcher de pleurer pendant qu'elle passe le Mur ; plus jeune victime du Mur
- 5 mars : Volker Frommann (29 ans) : saute d'un train du S-Bahn à une cinquantaine de mètres de la frontière le 1er mars, espérant passer ainsi à l'ouest ; grièvement blessé, est repéré par la police est-allemande et amené à l'hôpital, où il meurt quatre jours plus tard

- 15 mars : Horst Einsiedel (33 ans) : abattu
- 27 avril : Manfred Gertzki (30 ans) : abattu

### 1974
- 5 janvier : Burkhard Niering (23 ans) : abattu

### 1975
- 3 avril : Herbert Halli (21 ans) : abattu
- 27 juin : Herbert Kiebler (23 ans) : abattu

### 1977
- 16 février : Dietmar Schwietzer (18 ans) : abattu
- mai : Henri Weise (22 ans) : noyé dans la Spree

### 1980
- 22 novembre : Marienetta Jirkowsky (18 ans) : abattue

### 1981
- 16 avril : Hans-Jürgen Starrost (26 ans) : abattu
- 12 décembre : Thomas Taubmann (26 ans) : saute d'un train pour tenter de passer la frontière, et est écrasé par un autre train

### 1983
- 25 décembre : Silvio Proksch (21 ans) : abattu

### 1984
- 1er décembre : Michael Schmidt (20 ans) : abattu

### 1986
- 3 septembre : Rainer Liebeke (34 ans) : noyé dans le Sacrower See entre Potsdam et Berlin-Ouest
- 21 novembre : Manfred Mäder (38 ans) : abattu (avec René Groß)
- 21 novembre : René Groß (22 ans) : abattu (avec Manfred Mäder)

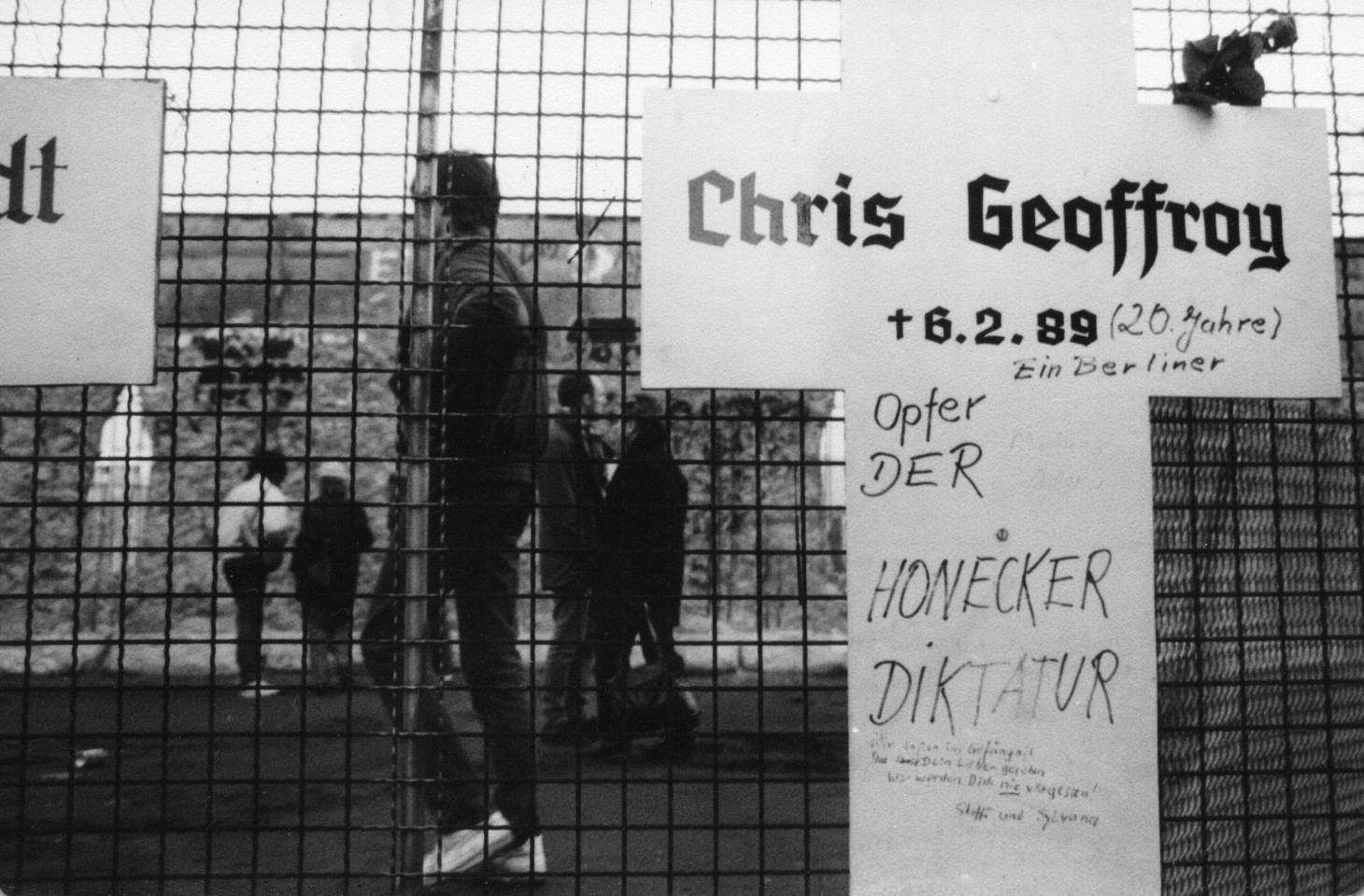
Mémorial à Chris Gueffroy, hiver 1989, peu après l'ouverture du Mur. L'inscription ajoutée à la main indique : « Citoyen berlinois victime de la dictature de Honecker ».

- 24 novembre : Michael Bittner (25 ans) : abattu

### 1987
- 12 février : Lutz Schmidt (24 ans) : abattu

### 1989
- 13 janvier : Ingolf Diederichs (24 ans) : tente de sauter d'un train S-Bahn à Bornholmer Straße, à vingt mètres du Mur ; reste accroché au train qui le traîne le long des voies ce qui provoque sa mort
- 5 février : Chris Gueffroy (20 ans) : abattu
- 8 mars : Winfried Freudenberg (32 ans) : survole le Mur en ballon, mais meurt en s'écrasant à l'Ouest

## Personnes tuées sans intention de passer le Mur
- 11 juin 1962 : Wolfgang Glöde (13 ans) : tué par la décharge accidentelle d'une arme à feu alors qu'un policier lui montrait son fonctionnement
- 13 décembre 1963 : Dieter Berger (24 ans) : abattu après avoir pénétré ivre, et semble-t-il par hasard, dans la zone interdite
- 3 mai 1965 : Peter Hauptmann (26 ans) : ancien policier est-allemand ; abattu par un garde qu'il menaçait durant une dispute
- 10 mars 1968 : Herbert Mende (29 ans) : arrêté à Potsdam le 8 juillet 1962 à proximité du pont de Glienicke, en état d'ivresse, pour n'avoir pas ses papiers d'identité ; abattu lorsqu'il tente de prendre un bus après avoir reçu l'ordre d'attendre devant un poste de police ; hospitalisé pendant deux ans, et handicapé à vie ; meurt six ans après sa blessure, après de longues souffrances
- 6 juillet 1968 : Siegfried Krug (28 ans) : citoyen de l'Allemagne de l'Ouest en visite à Berlin-Est, marche tranquillement vers le Mur au niveau de la porte de Brandebourg, en affirmant aux soldats qu'ils ne tireront pas ; abattu après de multiples avertissements et tirs de sommation ; les motivations de son geste demeurent inconnues
- 2 août 1970 : Friedhelm Ehrlich (20 ans) : soldat est-allemand ; ivre, entre bruyamment dans la zone interdite ; abattu après avoir fait mine de braquer une arme sur les gardes
- 13 novembre 1970 : Helmut Kliem (31 ans) : policier est-allemand ; se trompe de chemin en moto et arrive devant la zone interdite ; rebrousse chemin malgré la sommation de s'arrêter ; abattu accidentellement par un garde qui tentait de tirer pour lui crever les pneus
- 5 novembre 1975 : Lothar Hennig (21 ans) : abattu par accident : ricochet d'un tir de sommation par un garde alors qu'il retourne à son domicile en courant, dans le village de Sacrow le long de la frontière. Hennig était ivre, mais ne s'était pas approché de la frontière, ce qui rend le tir du garde difficilement explicable.

## Personnes tuées après avoir passé le Mur vers l'Est

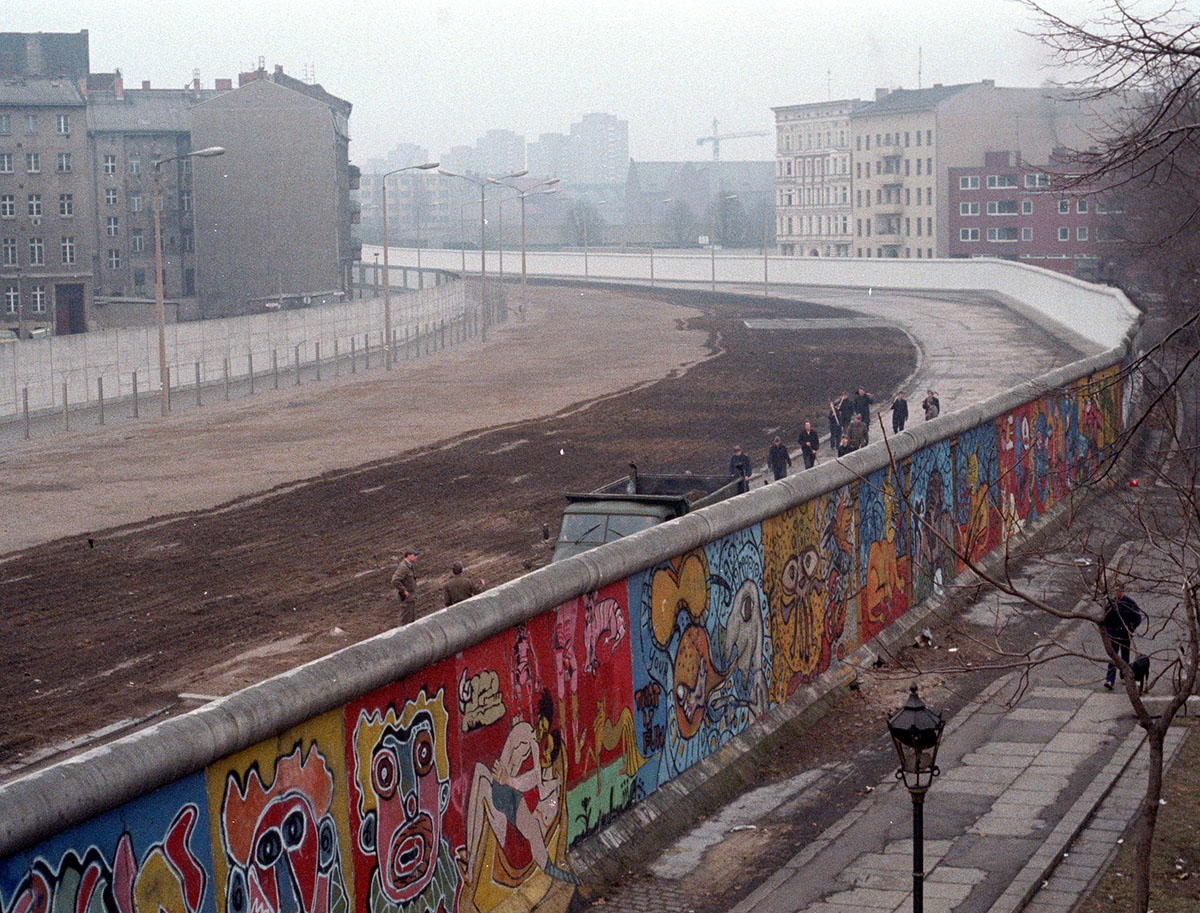
L'approche du Mur depuis l'Ouest n'était pas restreinte, comme en témoigne cette photographie de 1986. Une personne passant par-dessus le Mur depuis l'Ouest était normalement arrêtée par les gardes est-allemands et renvoyée à l'Ouest.

- 5 mai 1964 : Adolf Philipp (20 ans) : citoyen de Berlin-Ouest, abattu après avoir traversé le Mur depuis l'ouest et braqué des gardes est-allemands avec une arme à feu
- 15 juin 1965 : Hermann Döbler (42 ans) : homme d'affaires citoyen de Berlin-Ouest, abattu après avoir inconsciemment traversé la ligne de frontière invisible au milieu du canal de Teltow
- 29 avril 1966 : Paul Stretz (31 ans) : citoyen de Berlin-Ouest ; ivre, se baigne dans le canal Berlin-Spandau, qui appartient à l'Est ; abattu par les gardes qui le prennent pour un transfuge venu de l'Est
- 19 juin 1970 : Heinz Müller (27 ans) : citoyen de Berlin-Ouest ; passe par-dessus le Mur depuis une plate-forme d'observation publique à l'Ouest, en état d'ébriété et peut-être par accident ; ivre, déambule dans la zone interdite à l'Est ; blessé à la hanche par le tir d'un garde ; décède de sa blessure dans un hôpital à Berlin-Est
- 7 août 1970 : Gerald Thiem (de) (41 ans) : citoyen de Berlin-Ouest ; ivre, passe le Mur depuis l'Ouest et insulte les gardes ; abattu par des gardes pensant qu'il s'agit d'un transfuge de l'Est
- 15 juillet 1971 : Wolfgang Hoffmann (28 ans) : citoyen de Berlin-Est passé à l'ouest en 1961 ; arrêté après s'être présenté à la frontière pour retourner à l'Est visiter sa famille ; mort accidentellement en sautant de la fenêtre du commissariat de police
- 2 octobre 1971 : Dieter Beilig (30 ans) : citoyen de Berlin-Ouest, activiste anti-RDA ; escalade le Mur à la porte de Brandebourg et passe à l'Est, vraisemblablement pour y protester ; arrêté, et abattu en tentant de fuir le poste de police
- 16 mars 1981 : Johannes Muschol (31 ans) : citoyen ouest-allemand souffrant de schizophrénie ; passe par-dessus le Mur depuis l'Ouest, court à travers la zone interdite et tente d'escalader le mur intérieur menant à Berlin-Est ; abattu par un garde tandis qu'un autre garde tentait de le raisonner
- 6 juin 1982 : Lothar Fritz Freie (27 ans) : citoyen ouest-allemand ; passe le Mur le 4 juin depuis l'Ouest et entre à Berlin-Est pour des raisons inconnues ; fait demi-tour lorsque les gardes le lui ordonnent ; interpellé par un autre garde n'ayant pas connaissance de l'échange précédent, il est abattu lorsqu'il se met à courir ; meurt à l'hôpital deux jours plus tard

## Gardes est-allemands tués en fonction

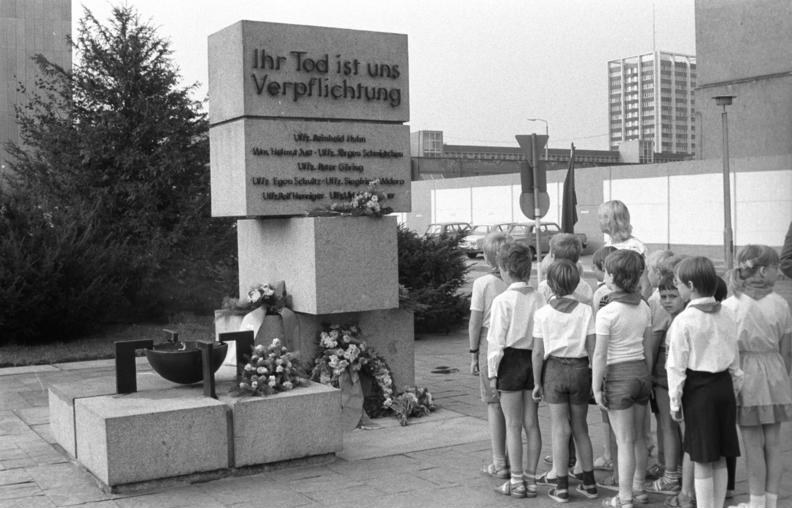
Enfants est-allemands de l'école Reinhold Huhn rendant hommage aux gardes frontaliers morts dans l'exercice de leur devoir, 1986. Le mémorial est détruit après la réunification allemande.

- 18 avril 1962 : Jörgen Schmidtchen (20 ans) : abattu par le transfuge Peter Böhme
- 23 mai 1962 : Peter Göring (21 ans) : tué par la balle perdue d'un policier de Berlin-Ouest
- 18 juin 1962 : Reinhold Huhn (20 ans) : abattu par un transfuge
- 30 septembre 1962 : Günter Seling (22 ans) : abattu par erreur par un camarade qui l'avait pris pour un transfuge
- 8 septembre 1963 : Siegfried Widera (22 ans) : assommé par un transfuge ; mort d'une fracture crânienne deux semaines plus tard
- 5 octobre 1964 : Egon Schultz (21 ans) : abattu par un passeur venu de Berlin-Ouest, puis achevé accidentellement par les tirs d'un camarade
- 15 novembre 1968 : Rolf Henniger (26 ans) : abattu par le transfuge Horst Körner
- 4 novembre 1980 : Ulrich Steinhauer (24 ans) : abattu de tirs dans le dos par un soldat transfuge

## Autres

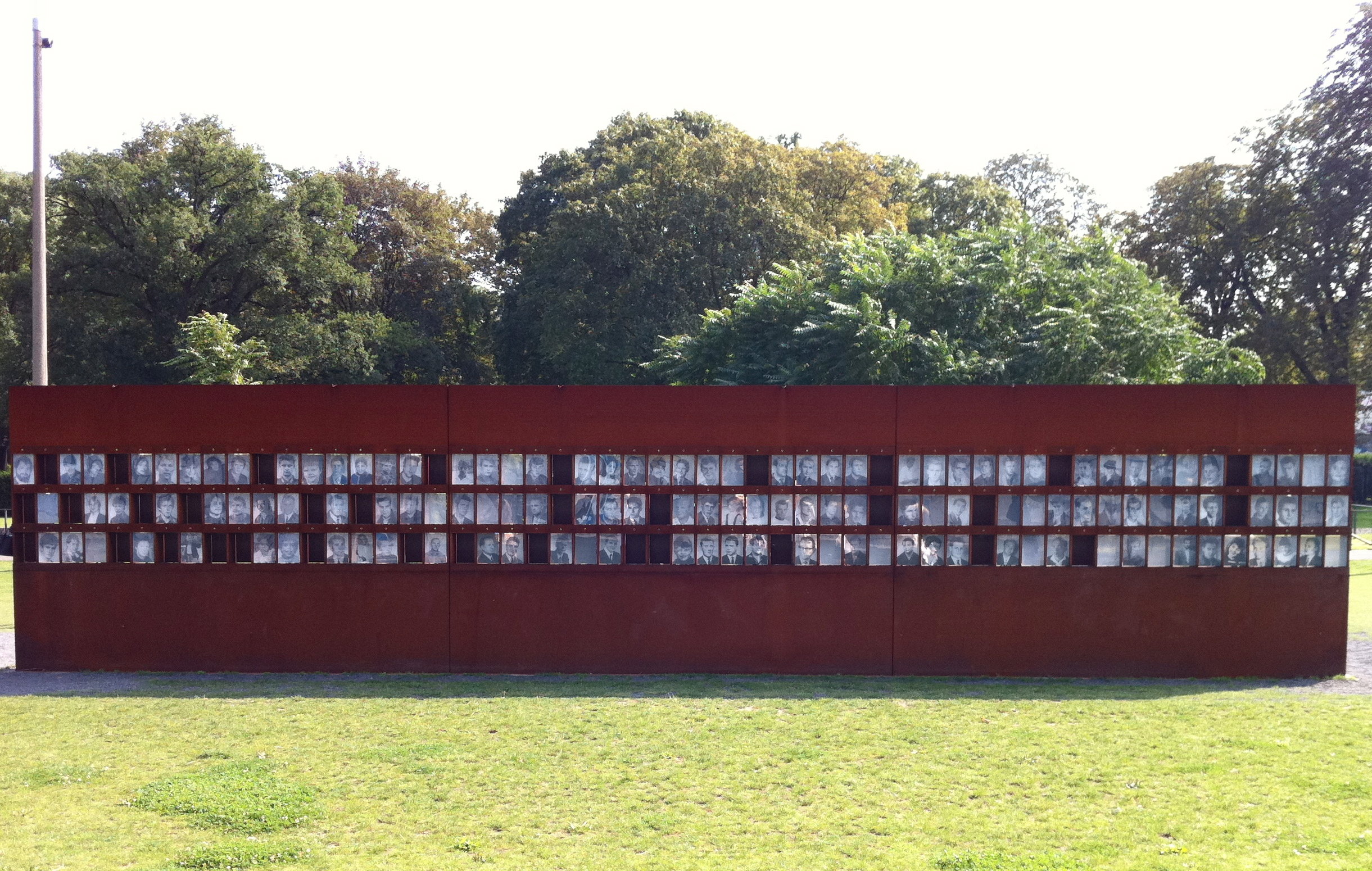
Les « fenêtres du souvenir » au Mémorial du Mur de Berlin aujourd'hui.

- 25 mars 1965 : Ulrich Krzemien (24 ans) : noyé dans la Spree. Citoyen de Berlin-Est, il passe à l'ouest en 1959, avant la création du Mur. Revenu à l'est en 1961, il repasse à l'ouest en octobre 1962. Le 25 mars 1965 il traverse la rivière en partant de l'ouest, se dirigeant vers Berlin-Est. Il meurt noyé, ivre et apparemment épuisé, à quelques mètres du rivage.

- 13 septembre 1966 : Andreas Senk (6 ans) : enfant de nationalité ouest-allemande, poussé dans le Spree depuis l'ouest par un autre enfant ; noyé sans que les gardes ne l'aperçoivent. Parfois considéré comme une « victime du Mur » au motif que les gardes est-allemands auraient montré peu de diligence à aider les services de secours de l'ouest à localiser l'enfant.
- 30 octobre 1972 : Cengaver Katranci (8 ans) : enfant de Berlin-Ouest, tombé par accident dans la Spree et mort noyé. Parfois considéré comme une « victime du Mur » : un passant sur la rive ouest renonce à le secourir par crainte d'être pris pour cible par les gardes est-allemands.
- 14 mai 1973 : Siegfried Kroboth (5 ans) : enfant de Berlin-Ouest, tombé par accident dans la Spree et mort noyé. Considéré comme une victime du Mur car les services de secours de l'ouest ne peuvent entrer dans la rivière sans l'autorisation des autorités de l'est, et les services de secours est-allemands tardent à intervenir.
- 10 mai 1975 : Johannes Sprenger (68 ans) : militant communiste est-allemand, en phase terminale d'un cancer du poumon ; entre dans la zone interdite et approche ouvertement les gardes, apparemment avec pour intention d'être tué. Abattu après sommations. Sa mort est considérée comme une forme de suicide[6].
- 15 juin 1974 : Giuseppe Savoca (6 ans) : enfant de Berlin-Ouest, tombé par accident dans la Spree et mort noyé. Considéré comme une victime du Mur car les services de secours de l'Ouest ne peuvent entrer dans la rivière sans l'autorisation des autorités de l'est, et les services de secours est-allemands tardent à intervenir.
- 11 mai 1975 : Çetin Mert (5 ans) : enfant de Berlin-Ouest, tombé par accident dans la Spree et mort noyé. Considéré comme une victime du Mur pour la même raison que Giuseppe Savoca. Quatrième enfant en trois ans à mourir noyé à la frontière, près du pont Oberbaum. Les autorités ouest-allemandes érigent des grillages pour empêcher de nouveaux accidents similaires, tandis que les autorités est-allemandes mettent en place un service de secours plus rapide en cas de nouvel accident.

## Statistiques
Répartition annuelle des décès du 13 aout 1961 jusqu'en 1989 :